# Protium

Förenklad modell av Protium, protonen är röd på bilden och elektronen blå.

Protium (av grekiska protos = den förste) är den utan jämförelse vanligaste isotopen av väte. Begreppet ersätts ofta med "lätt väte" eller liknande.
Protium har en proton och ingen neutron i kärnan. Isotopen betecknas 1H eller P.